# Флерес ди Дентро (Болцано)
Флерес ди Дентро је насеље у Италији у округу Болцано, региону Трентино-Јужни Тирол.
Према процени из 2011. у насељу је живело 77 становника. Насеље се налази на надморској висини од 1241 м.